# Svastra cressonii
Svastra cressonii är en biart som först beskrevs av Dalla Torre 1896.  Svastra cressonii ingår i släktet Svastra och familjen långtungebin. Inga underarter finns listade i Catalogue of Life.